# Yahoo!
Yahoo! è un portale web di servizi Internet rivolto alle aziende e ai privati, fondato nel 1994 da David Filo e Jerry Yang, allora studenti presso la Stanford University. Conosciuto principalmente per la sua funzione di motore di ricerca, offre anche molti altri servizi rivolti alla comunicazione (mail, messenger e chat) e grazie a partenariati si propone anche nel mercato dei media. La maggior parte dei servizi sono disponibili in venti lingue e la struttura è localizzata in venticinque nazioni.
Da giugno 2017 a maggio 2021 Yahoo! ha fatto parte di Verizon Media, società controllata dal gruppo Verizon Communications.
A maggio 2021 Verizon Media è stata acquisita da Apollo Global Management, società di investimento statunitense, e ha ripreso il nome di Yahoo!

## Storia

### Anni novanta: le origini
Come hobby studentesco, David Filo e Jerry Yang crearono nel febbraio del 1994 un deposito di link in grado di tener traccia dei loro interessi personali su internet. Dato che la lista divenne presto troppo affollata e caotica, decisero di suddividerla in categorie, le quali in breve tempo presentarono a loro volta lo stesso problema, portando alla successiva creazione di sotto-categorie e al concetto portante del neonato progetto Yahoo!.
Il nome dato originariamente al sito fu Jerry and David's Guide to the World Wide Web ("La guida di Jerry e David per il World Wide Web"), presto sostituito da Yahoo!, acronimo di Yet Another Hierarchical Officious Oracle. A detta dei due fondatori, il termine della lingua inglese yahoo, derivante dal brutale e selvaggio popolo immaginario degli Yahoo del romanzo I viaggi di Gulliver (1726) di Jonathan Swift, fu scelto anche per il suo significato di "rude, non sofisticato e selvaggio, sgraziato". Inizialmente venne ospitato sui due PC dei creatori, chiamati Akebono e Konishiki, cioè coi nomi di due famosi lottatori di sumo. 
Divenuto in poco tempo punto di riferimento per gli studenti della Stanford University e poi per l'intera comunità Internet, Yahoo! raggiunse per la prima volta un milione di contatti al giorno nell'autunno del 1994, contando 100.000 singoli visitatori.
Nel 1995, visto il grande successo, Filo e Yang andarono in cerca di un investitore in grado di supportare il loro progetto. Lo trovarono in Sequoia Capital, società ben conosciuta grazie ai precedenti successi avuti con Apple, Atari, Oracle e Cisco Systems: nell'aprile del 1995 fondarono Yahoo! con un investimento iniziale di 2 milioni di dollari.

Diffusione dei principali motori di ricerca (luglio 2012)

Rendendosi sempre più conto delle potenzialità della loro impresa, i due iniziarono la ricerca del personale necessario. La sonorizzazione del portale fu messa a punto dal cantante e musicista inglese Ritchie.  Vennero ingaggiati Tim Koogle come capo dell'ufficio esecutivo e Jeffrey Mallett di quello operativo. Nell'autunno del 1995 Filo e Yang trovarono altri investitori e nell'aprile del 1996 lanciarono un'IPO. La società era composta a questo punto da 49 impiegati.
Dal 1996 a oggi il portale ha incrementato progressivamente la sua dimensione e ha sviluppato ramificazioni nei settori della comunicazione, dei servizi internet e della diffusione dei media. Conta 345 milioni di visualizzazioni al mese e si trova ai vertici tra le società del settore informatico.

### Anni 2000
Il 13 dicembre 2003 è stato lanciato Yahoo! Answers, un sito di domande e risposte molto popolare. Dal 20 aprile 2021 è rimasto accessibile in sola modalità lettura e il 4 maggio 2021 chiuso definitivamente. 
Il 1º febbraio 2008 Microsoft ha lanciato su Yahoo! un'OPA da 44,6 miliardi di dollari, offrendo inizialmente 31 dollari per azione, il 62% in più rispetto al valore di chiusura del titolo del 31 gennaio (19,18 dollari). L'11 febbraio il Consiglio di Amministrazione ha rifiutato l'offerta giudicandola inferiore al reale valore della società.
All'epoca i cinque maggiori azionisti di Yahoo! Inc. erano Capital Research & Management CO (Los Angeles), Legg Mason Inc (Baltimora), Barclays Global Investors UK Holdings LTD (Londra), The Vanguard Group, Inc. (Valley Forge) e Barclays Global Investors NA /CA/ (San Francisco). In seguito la Microsoft ha alzato l'offerta di 5 miliardi di dollari ma, ottenuto un nuovo rifiuto, ha rinunciato all'acquisizione ritenendo che una scalata ostile sarebbe stata troppo onerosa. Il 17 novembre 2008 Jerry Yang ha lasciato la carica dopo le critiche ricevute dagli azionisti per aver detto di no a un'offerta da 44,5 miliardi di dollari del colosso del software. Da quel momento, infatti, le azioni di Yahoo hanno gradatamente ma costantemente perso valore in borsa, passando dai 31 dollari per azione offerti da Microsoft in febbraio ai 10,63 dollari del 17 novembre. Alla notizia delle dimissioni di Yang il titolo ha guadagnato il 4,42% in un giorno, chiudendo a 11 dollari.
Dal 2008 Yahoo non è più aggiornato manualmente dagli operatori e dai siti segnalati dagli utenti. Si limita a proporre i risultati di Bing, il motore di ricerca di Microsoft, che dispone di un'indicizzazione automatica dei siti, come il principale concorrente Google.
Nel luglio 2009 Yahoo ha annunciato l'acquisto di Xoopit, una società californiana che ha costruito un motore di ricerca che migliora le prestazioni di email. Xoopit è stata fondata da un ex consulente del gruppo Telecom Italia.

### Anni 2010
Il 17 luglio 2012 Marissa Mayer venne nominata amministratore delegato della società.
Nel 2013 il portale subì un Data breach, per un totale di 500 milioni di account rubati. Nel 2016 il CISO del gruppo Bob Lord, durante la trattativa di vendita della società a Verizon ammise che la fuga dei dati aveva riguardato più di un miliardo di utenti; nel 2017, in sede della fusione con AOL, Yahoo! confessò che le cifre fornite precedentemente non erano veritiere e che il data breach del 2013 aveva coinvolto in pratica tutti gli utenti iscritti. 
Dal 2012 a inizio 2015 Yahoo ha licenziato quasi 3.000 dipendenti (il 20% della forza lavoro). Nell'aprile 2015 si è verificato un crollo degli utili di oltre il 90%, ridotti a 21 milioni di dollari rispetto ai 310 milioni del 2014. I dati finanziari di fine 2015 mostrano un ulteriore grave crollo tradottosi in una perdita di oltre 4 miliardi di dollari. Per contenere i costi operativi, Yahoo ha dichiarato l'intenzione di tagliare altri 1700 posti di lavoro e di chiudere parecchie sedi dell'azienda nel mondo, tra cui quelle di Milano, Madrid e Dubai.
Il 25 luglio 2016 Yahoo! ha annunciato di voler vendere le attività operative a Verizon per 4,8 miliardi di dollari, con l'obiettivo di fondere Yahoo! con AOL per formare un'unica organizzazione in grado di competere con i giganti dei media digitali. L'operazione è stata perfezionata nel giugno 2017 dando vita ad una filiale che prima si è chiamata Oath e poi Verizon Media.
Dopo le cessioni di Flickr, Tumblr e HuffPost, anche i servizi AIM e Yahoo! Messenger sono stati chiusi, seguiti da Yahoo! Answers il 4 maggio 2021.

### Anni 2020
A settembre 2021 il gruppo Verizon ha ceduto il pacchetto di controllo al fondo Apollo Global Management per 5 miliardi di dollari; la nuova società avrebbe ripreso il nome di Yahoo!. A fine gennaio 2023 Yahoo Italia ha dismesso la maggior parte dei servizi di portale concentrandosi sul motore di ricerca e sul servizio email, che non permette ancora di recuperare le credenziali in modo gratuito, ma solo chiamando la loro assistenza a pagamento ( abbonamento da 4,99 dollari, che se non disdetto subito si rinnova automaticamente.

## Marchi
Alcuni marchi posseduti da Yahoo! sono:
- AOL
  - Alto Mail (webmail)
  - AOL Mail (webmail)
  - Cambio.com
  - MapQuest (web mapping)
  - Moviefone
  - RYOT

- Yahoo!
  - BrightRoll (pubblicità video)
  - Polyvore
  - Yahoo! Mail (webmail)
- Engadget
- TechCrunch
- Autoblog (automobili)

## Loghi

1º maggio 2009 - 5 settembre 2013
5 settembre 2013 - 23 settembre 2019
In uso dal 23 settembre 2019